# 2К4 «Філін»
2К4 «Філін» (Індекс ГРАУ — 2К4, за класифікацією НАТО — FROG-1) — радянський тактичний ракетний комплекс із твердопаливною некерованою ракетою 3Р2.

## Розробка
Головний конструктор — Н. П. Мазуров. Ракета некерована, наведення здійснювалося пусковою установкою. Пускова установка 2П4 «Тюльпан» на шасі «Об'єкт 804», створеному як розвиток ІСУ-152К. Головною організацією з розробки комплексу виступав НДІ-1 ГКОТ, бойову машину на гусеничному шасі розробили фахівці КБ ЛКЗ, дослідне виробництво було налагоджено там же, на виробничих потужностях заводу (35 машин вироблено в 1958 р.). Артилерійська частина ракетного комплексу була розроблена ЦКЛ-34 ГКОТ.

## Відомі характеристики
- Максимальна дальність стрільби: 24,7 км;
- Тип ракети: одноступенева, порохова, обертова, що стабілізується, в польоті;
- Стартова маса ракети 3Р2: 4930 кг;
  - Маса бойової частини: 1200 кг.
- Калібр (діаметр корпусу): 612 мм;
- Калібр ядерної бойової частини: 850 мм;
- Маса ПУ: 40 т;
- Максимальна швидкість з ПУ: 42 км/год;
  - з ракетою: 30 км/год.
- Розрахунок: 5 осіб.